# Anne Pashley
Anne Pashley verh. Irons (* 5. Juni 1935 in Skegness, England; † 7. Oktober 2016 in Chilton, Buckinghamshire) war eine britische Sprinterin und Sopranistin. Ihre größten Erfolge erreichte sie mit Sprintstaffeln, sowohl bei Olympischen Spielen als auch bei Commonwealth Games gewann sie Staffelsilber.
Als britische Meisterin über die kurze Sprintstrecke (100 Yards) 1953 und 1954 qualifizierte sie sich 1954 für die Europameisterschaften in Bern und die British Empire and Commonwealth Games in Vancouver. Bei den Commonwealth Games gewann sie mit der englischen 4-mal-110-Yards-Staffel (Pashley, Heather Armitage, Shirley Burgess und Shirley Hampton) die Silbermedaille und verpasste als Vierte knapp die Medaillenränge. Bei den Europameisterschaften verpasste die britische Staffel als Vierte den Medaillenrang, im Einzelwettbewerb über 100 Meter gewann sie jedoch hinter Irina Turowa und Bertha van Duyne Bronze.
Bei den Olympischen Spielen 1956 schied Pashley über 100 Meter bereits im Vorlauf aus, mit der britischen Sprintstaffel (Heather Armitage, Pashley, June Foulds und Jean Scrivens) gewann sie Silber.
1953 stellte sie bei einem Länderkampf gegen die Niederlande mit der englischen 4-mal-220-Yards-Staffel (Pashley, Jean Newboult, Shirley Hampton und Ann Johnson) einen neuen Weltrekord in 1:39,9 s auf.
Nach ihrer Sportlaufbahn wurde Pashley Opernsängerin; sie wurde an der Guildhall School of Music and Drama ausgebildet und gab ihr Debüt als Sopranistin 1959. Sie sang an zahlreichen renommierten Opern in Großbritannien und Europa; sie sang Hauptrollen in zahlreichen BBC-Einspielungen.